# Альтернатива (Київ)
Футзальний клуб «Альтернатива» або просто «Альтернатива» — професіональний український футзальний клуб з Києва, виступає в Першій лізі. Має також команду з пляжного футболу, яка виступає у Вищій лізі.

## Історія
Футбольна команда «Альтернатива» була заснована 2009 року в Києві й представляла однойменну фірму. Спочатку команда виступала в аматорських змаганнях під назвою «Бізнес-ліга», а потім — у Першій лізі.
Також виступала у змаганнях з пляжного футболу. У 2018 році здобула бронзові нагороди Вищої ліги, а наступного року вперше у власній виграла чемпіонат.

## Клубні кольори
| Зелений | Білий |

## Досягнення
Футзал
- Чемпіонат України
  -  Бронзовий призер (1): 2018

Пляжний футбол
- Вища ліга
  -  Чемпіон (1): 2019
  -  Бронзовий призер (1): 2018